# Dorothy Sidney

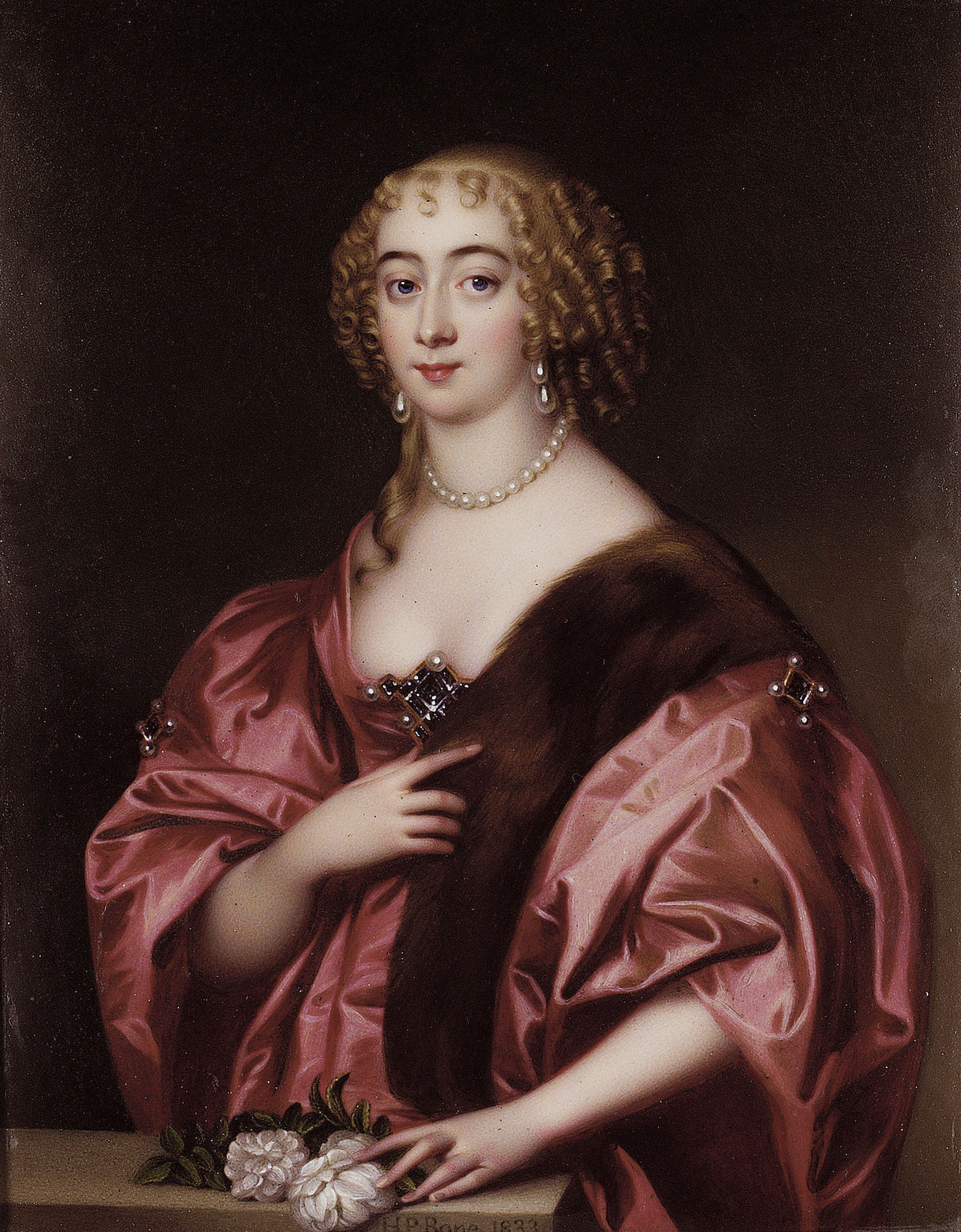
Ritratto della contessa Dorothy Sidney di Henry Pierce Bone

Dorothy Sidney (5 ottobre 1617 – 5 febbraio 1684) è stata una nobile inglese, contessa di Sunderland.

## Biografia
Era figlia di Robert Sidney, II conte di Leicester e di Dorothy Percy.
Attorno al 1635, rifiutò una proposta di matrimonio da parte del poeta Edmund Waller, il quale le indirizzò dei versi sotto il nome di "Sacharissa".
Nel 1639 andò sposa a Henry Spencer, che divenne quattro anni dopo primo conte di Sunderland, come riconoscenza per il servizio prestato al re durante la guerra civile inglese.
Dal matrimonio nacquero tre figli:
- Lady Dorothy Spencer (1640 – 16 dicembre 1670);
- Robert Spencer, II conte di Sunderland (5 settembre 1641 – 28 settembre 1702);
- Lady Penelope Spencer (c. 1644–1645).

Henry Spencer morì nella Battaglia di Newbury (1643), lasciando Dorothy con due figli e uno in arrivo. Da vedova, andò a vivere a Brington, nel Northamptonshire, ma poi tornò a vivere coi genitori a Penshurst Place nel Kent.
Nel 1652 Dorothy si risposò con Robert Smith o Smythe.

## Ascendenza
|                                         |                                           |                                   | Genitori                                   |  |  | Nonni |  |  | Bisnonni     |  |  | Trisnonni      |  |
|                                         |                                           |                                   |                                            |  |  |       |  |  | Henry Sidney |  |  | William Sidney |  |
|                                         |                                           |                                   |                                            |  |  |       |  |  | Henry Sidney |  |  | William Sidney |  |
|                                         |                                           | Anne Packenham                    |                                            |  |  |       |  |  | Henry Sidney |  |  |                |  |
| Robert Sidney, I conte di Leicester     |                                           |                                   |                                            |  |  |       |  |  | Henry Sidney |  |  |                |  |
|                                         |                                           | Mary Dudley                       | John Dudley, I duca di Northumberland      |  |  |       |  |  |              |  |  |                |  |
|                                         |                                           | Mary Dudley                       | John Dudley, I duca di Northumberland      |  |  |       |  |  |              |  |  |                |  |
|                                         |                                           | Mary Dudley                       | Jane Guildford                             |  |  |       |  |  |              |  |  |                |  |
| Robert Sidney, II conte di Leicester    |                                           | Mary Dudley                       |                                            |  |  |       |  |  |              |  |  |                |  |
|                                         |                                           | John Gamage                       | Robert Gamage                              |  |  |       |  |  |              |  |  |                |  |
|                                         |                                           | John Gamage                       | Robert Gamage                              |  |  |       |  |  |              |  |  |                |  |
|                                         |                                           | John Gamage                       | Jane Champernowne                          |  |  |       |  |  |              |  |  |                |  |
| Barbara Gamage                          |                                           | John Gamage                       |                                            |  |  |       |  |  |              |  |  |                |  |
|                                         |                                           | Gwenllian verch Thomas            | Thomas ap Jenkin ap Thomas ap Hywel Powell |  |  |       |  |  |              |  |  |                |  |
|                                         |                                           | Gwenllian verch Thomas            | Thomas ap Jenkin ap Thomas ap Hywel Powell |  |  |       |  |  |              |  |  |                |  |
|                                         |                                           | Gwenllian verch Thomas            | Catrin ferch Morgan ab Ieuan ap Morgan     |  |  |       |  |  |              |  |  |                |  |
| Dorothy Sidney                          |                                           | Gwenllian verch Thomas            |                                            |  |  |       |  |  |              |  |  |                |  |
|                                         | Henry Percy, VIII conte di Northumberland | Thomas Percy                      |                                            |  |  |       |  |  |              |  |  |                |  |
|                                         | Henry Percy, VIII conte di Northumberland | Thomas Percy                      |                                            |  |  |       |  |  |              |  |  |                |  |
|                                         | Henry Percy, VIII conte di Northumberland | Eleanor Harbottle                 |                                            |  |  |       |  |  |              |  |  |                |  |
| Henry Percy, IX conte di Northumberland | Henry Percy, VIII conte di Northumberland |                                   |                                            |  |  |       |  |  |              |  |  |                |  |
|                                         |                                           | Catherine Neville                 | John Neville, IV barone Latimer            |  |  |       |  |  |              |  |  |                |  |
|                                         |                                           | Catherine Neville                 | John Neville, IV barone Latimer            |  |  |       |  |  |              |  |  |                |  |
|                                         |                                           | Catherine Neville                 | Lucy Somerset                              |  |  |       |  |  |              |  |  |                |  |
| Dorothy Percy                           |                                           | Catherine Neville                 |                                            |  |  |       |  |  |              |  |  |                |  |
|                                         |                                           | Walter Devereux, I conte di Essex | Richard Devereux                           |  |  |       |  |  |              |  |  |                |  |
|                                         |                                           | Walter Devereux, I conte di Essex | Richard Devereux                           |  |  |       |  |  |              |  |  |                |  |
|                                         |                                           | Walter Devereux, I conte di Essex | Dorothea Hastings                          |  |  |       |  |  |              |  |  |                |  |
| Dorothy Devereux                        |                                           | Walter Devereux, I conte di Essex |                                            |  |  |       |  |  |              |  |  |                |  |
|                                         |                                           | Lettice Knollys                   | Francis Knollys                            |  |  |       |  |  |              |  |  |                |  |
|                                         |                                           | Lettice Knollys                   | Francis Knollys                            |  |  |       |  |  |              |  |  |                |  |
|                                         |                                           | Lettice Knollys                   | Catherine Carey                            |  |  |       |  |  |              |  |  |                |  |
|                                         |                                           | Lettice Knollys                   |                                            |  |  |       |  |  |              |  |  |                |  |